# Gerhard Fuchs (Journalist)
Gerhard Fuchs (* 5. Mai 1929 in Halle; † 6. April 2019 in Leipzig) war ein Parteifunktionär, Journalist und Hochschullehrer in der DDR, der von 1978 bis 1990 als Direktor die Sektion Journalistik an der Karl-Marx-Universität Leipzig leitete.

## Leben
Gerhard Fuchs, Sohn eines Arbeiters, besuchte bis 1943 die achtjährige Volksschule, danach wurde er bis Kriegsende 1945 als „Junghelfer“ bei der Deutschen Reichsbahn ausgebildet. Von 1945 bis 1948 absolvierte er eine Lehre beim Zeitungsverlag Freiheit in Halle, wo er anschließend als Setzer, Betriebsassistent und dann Anzeigenleiter arbeitete. 1951 besuchte er die Landesparteischule der SED in Sachsen-Anhalt und arbeitete danach als politischer Mitarbeiter beim ZK der SED. 1955 ging er zurück nach Halle, wo er für die SED-Bezirkszeitung Freiheit als Redakteur und später als stellvertretender Chefredakteur arbeitete. Von 1959 bis 1965 war er Chefredakteur  der SED-Bezirkszeitung Freies Wort in Suhl (Nachfolger von Yvonne Freyer). 1963/1964 studierte er an der Parteihochschule der KPdSU in Moskau. Anschließend war er von September 1965 bis 1974 Chefredakteur des SED-Bezirksorgans Das Volk in Erfurt (Nachfolger von Rolf Schablinski). In dieser Zeit war er auch Vorsitzender des Bezirksvorstandes Erfurt des Verbandes der Journalisten der DDR (VDJ) und von 1967 bis 1974 Mitglied der SED-Bezirksleitung Erfurt. Von 1967 bis 1972 und erneut von Mai 1979 war er Mitglied des Präsidiums des VDJ.
1974 wechselte er als außerordentlicher Professor zur  Sektion Journalistik in Leipzig.  Nach dem Nachholen der Promotion 1977 wurde er 1978 zum ordentlichen Professor für „Journalistischen Arbeitsprozess“ ernannt und übernahm gleichzeitig als Direktor die Leitung der Sektion Journalistik, die er bis zu seiner Absetzung im Zuge der friedlichen Revolution in der DDR 1990 innehatte (Nachfolger von Emil Dusiska). 1990 ging Fuchs in den Vorruhestand.

## Auszeichnungen
- 1968 Vaterländischer Verdienstorden in Bronze, 1974 in Silber und 1989 in Gold